# 豊通食料
豊通食料株式会社（とよつうしょくりょう）は、東京都港区に本社を置く豊田通商グループの食料専門商社である。

## 沿革
- 1948年（昭和23年）12月 - トーメン（現・豊田通商）によりトーメン水産株式会社設立[1]。
- 1968年（昭和43年）3月 - トーメン食品株式会社設立[1]。
- 1981年（昭和56年）12月 - 丸松株式会社設立[1]。
- 1986年（昭和61年）8月 - 大阪トーメン食品株式会社設立[1]。
- 1990年（平成2年）8月 - ユニバーサルトレーディング株式会社設立[1]。
- 1995年（平成7年）
  - 4月 - 株式会社三美よりワイン部門を営業譲受[1]。
  - 10月 - ワイン小売店マルシェ・ド・ヴァン銀座オープン[1]。
- 1999年（平成11年）4月 - トーメン食品を存続会社として、上記5社が合併。同時にトーメンフーズ株式会社に商号変更[1]。
- 2006年（平成18年）4月 - トーメンフーズを存続会社として、豊通フーズ株式会社と合併[1]。
- 2007年（平成19年）10月 - 豊田通商食料部門の一部を分割し事業承継、同時に豊通食料株式会社に商号変更[1]。
- 2025年（令和7年）6月2日 - 三井物産株式会社子会社の三井物産アグリフーズ株式会社の全株式を取得し、完全子会社化[4]。これと同時に豊通アグリフーズに商号を変更。今後は2025年度中に豊通食料を存続会社とする経営統合を行う予定である[5]。

## 事業内容
- ワイン、水産物、冷凍野菜、調理済冷凍食品、生鮮野菜、食肉、農産缶詰、茶葉、玄そば、緑豆（モヤシ原料）、胡麻等の販売及び輸出入並びに食品加工等を行っている。

## 事業所
- 東京本社

〒108-0075 東京都港区港南二丁目3番13号 品川フロントビル 17F
- 大阪営業所

〒542-0081 大阪府大阪市中央区南船場四丁目3番11号 大阪豊田ビル 6階
- 九州営業所

〒812-0011 福岡県福岡市博多区博多駅前1-2-5 紙与博多ビル 8F
- ワイン小売店

マルシェ・ド・ヴァン銀座 - 〒104-0061 東京都中央区銀座8-2-11

## 組織
- 水産本部
  - 水産一部
  - 水産二部
  - 水産三部
- 食品本部
  - 加工食品部
  - ワイン部
- 食糧本部
  - 食糧部
- 業務本部
- 食料安全推進室

## 関連会社
- 株式会社ベジ・ドリーム栗原（パプリカ生産事業）
- クレードル食品株式会社（調理食品加工販売事業）
- 株式会社豊通アグリフーズ（農産物輸出入、三国間貿易および国内販売事業）
- 青島豊和食品有限公司（中国山東省、胡麻加工販売事業）
- 山東豊龍食品有限公司（中国山東省、調理食品加工販売事業）
- ・DALAT-JAPAN FOOD CO., LTD.（ベトナムラムドン省、冷凍野菜および食品加工販売事業）